# Kosin (gromada)
Kosin – dawna gromada, czyli najmniejsza jednostka podziału terytorialnego Polskiej Rzeczypospolitej Ludowej w latach 1954–1972.
Gromady, z gromadzkimi radami narodowymi (GRN) jako organami władzy najniższego stopnia na wsi, funkcjonowały od reformy reorganizującej administrację wiejską przeprowadzonej jesienią 1954 roku do momentu ich zniesienia z dniem 1 stycznia 1973 roku, tym samym wypierając organizację gminną w latach 1954–1972.
Gromadę Kosin z siedzibą GRN w Kosinie utworzono – jako jedną z 8759 gromad na obszarze Polski – w powiecie kraśnickim w woj. lubelskim na mocy uchwały nr 10 WRN w Lublinie z dnia 5 października 1954 r. W skład jednostki weszły obszary dotychczasowych gromad Borów, Janiszów, Kosin, Łany, Mniszek, Wymysłów i Zabełcze ze zniesionej gminy Kosin w tymże powiecie, czyli w praktyce cała gmina Kosin. Dla gromady ustalono 27 członków gromadzkiej rady narodowej.
1 stycznia 1960 r. do gromady Kosin włączono wieś Wólka Szczecka i rybołówstwo Zawólcze ze zniesionej gromady Szczecyn w tymże powiecie.
Gromada przetrwała do końca 1972 roku, czyli do kolejnej reformy gminnej.